# Sinagoga de Sofia
La Sinagoga de Sofia (en búlgar: Софийска синагога) (transliterat: Sofiiska sinagoga) és la sinagoga més gran del sud-est d'Europa, una de les dues que funcionen a Bulgària (juntament amb la de Plòvdiv) i la tercera més gran d'Europa. Construïda per a les necessitats de la comunitat jueva principalment sefardita a la capital búlgara Sofia, basant-se en un projecte creat per l'arquitecte austríac Friedrich Grünanger, que s'assembla al vell temple d'estil morisc Leopoldstädter Tempel de Viena. Va ser inaugurada oficialment el 9 de setembre de 1909 en presència del Rei Ferran I de Bulgària.